# Brevipalpus fleschneri
Brevipalpus fleschneri är en spindeldjursart som beskrevs av Pritchard och Baker 1958. Brevipalpus fleschneri ingår i släktet Brevipalpus och familjen Tenuipalpidae. Inga underarter finns listade.